# Elf-Länder-Vereinbarung
Die Elf-Länder-Vereinbarung ist ein Abkommen unter den Ländern der Bundesrepublik Deutschland über die gegenseitige Anerkennung des schulischen Teils der Fachhochschulreife (FHR) in der gymnasialen Oberstufe.

## Parteien
Das Abkommen wurde ursprünglich unter den folgenden elf Ländern geschlossen:
| - Brandenburg - Bremen - Hamburg - Hessen - Mecklenburg-Vorpommern - Niedersachsen | - Nordrhein-Westfalen - Rheinland-Pfalz - Saarland - Sachsen-Anhalt - Schleswig-Holstein |

Mittlerweile wurde die Vereinbarung mit Baden-Württemberg, Berlin und Thüringen auf 14 Länder ausgeweitet. Somit kann man mit der Fachhochschulreife in jedem Bundesland, ausgenommen Bayern und Sachsen, an Fachhochschulen studieren.
Ein Schüler kann mit dem an einer staatlichen Schule erlangten schulischen Teil der Fachhochschulreife nicht automatisch in jedem deutschen Land an einer Fachhochschule studieren. Neben dem schulischen Teil kann es außerdem weitere formale Voraussetzungen einer (einschlägigen) beruflichen Tätigkeit (Ausbildung, Berufs- und/oder Praktikantentätigkeit in einem anerkannten Ausbildungsberuf oder ähnliches) geben. Wehr- und Zivildienst werden teilweise mit angerechnet. Die Anerkennungsverfahren in Bezug auf die praktische Vorbildung (beruflicher Teil) variieren zwischen den einzelnen Fachhochschulen, weshalb man sich im Vorfeld bei der betreffenden Fachhochschule informieren sollte.